# بيلي سيمبسون (مغني)
بيلي سيمبسون (بالإندونيسية: Billy Simpson)‏ هو مغني وكاتب أغاني إندونيسي، ولد في 17 يوليو 1987 في جاكرتا في إندونيسيا.

## وصلات خارجية
- بيلي سيمبسون على موقع ميوزك برينز (الإنجليزية)